# Slimme speaker
Een slimme luidspreker, slimme speaker of smartspeaker is een draadloos apparaat met een ingebouwde virtuele assistent en een luidspreker en microfoon als belangrijkste communicatiemiddel, om via spraak instructies te geven. Een slimme speaker maakt het onder meer mogelijk om domotica in huis aan te sturen. Daarnaast is het mogelijk om informatie op te vragen over bijvoorbeeld het weer, sportuitslagen en recepten. De slimme speakers van grote merken zoals Amazon, Sonos en Google zijn nog niet beschikbaar in de Nederlandse taal (2018).

## Slimme speaker in Amerika
Het fenomeen slimme speaker is met name in de Verenigde Staten erg populair. Naar schatting zijn er daar al meer dan 15 miljoen exemplaren van verkocht, waarbij Amazon al meer dan 76% van de markt in handen heeft.

## Privacy
De slimme speaker staat over het algemeen altijd aan of (standby). Het apparaat is wel in de meeste gevallen met een knop geheel uit te zetten. In de standby stand wordt deze geactiveerd met spraakopdrachten. De belangrijkste leveranciers zoals Amazon, Sonos en Google hebben gecommuniceerd dat het apparaat geen opnames maakt van omgevingsgeluid als hij niet geactiveerd is. Wel kan het zijn dat een opdrachtgeschiedenis bewaard blijft; dit kan later als historie worden gebruikt door de gebruiker. 

## Galerij

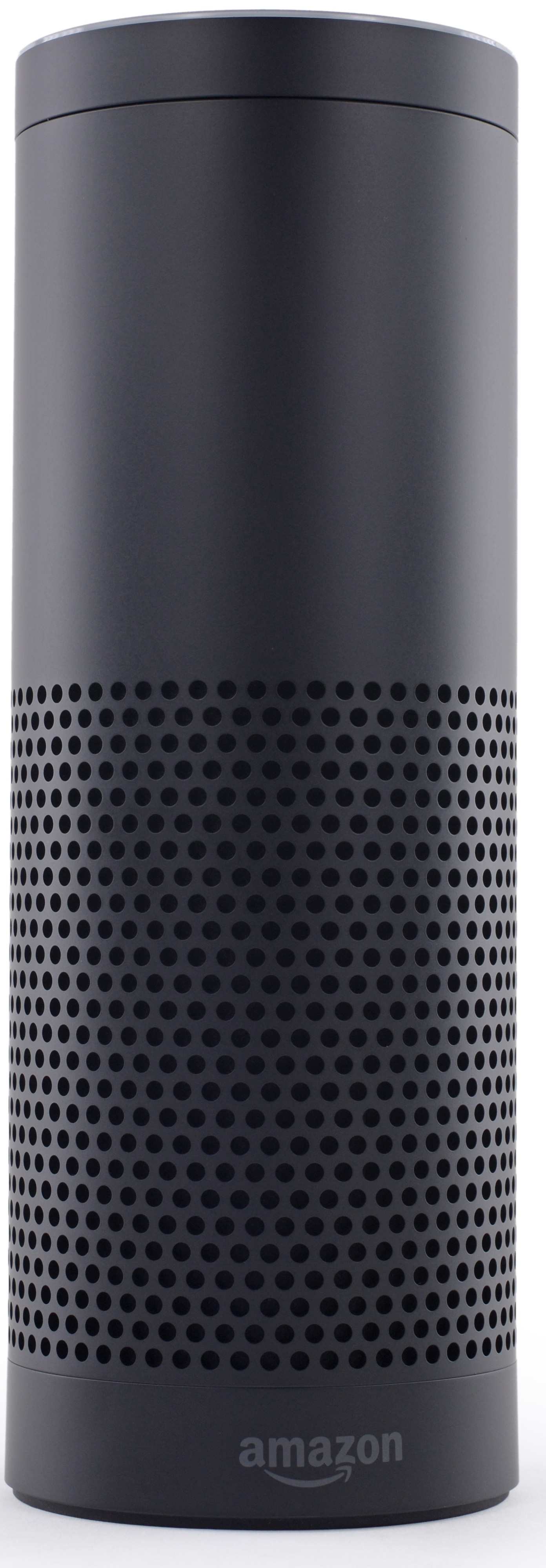
Amazon Echo
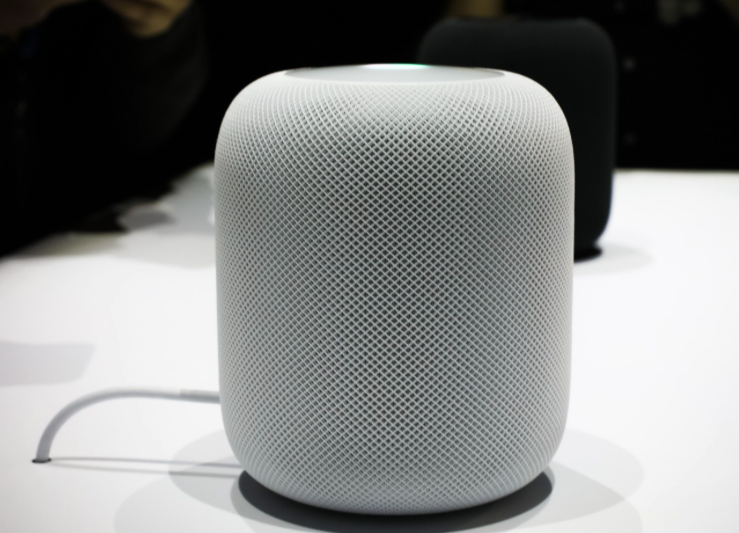
Apple HomePod
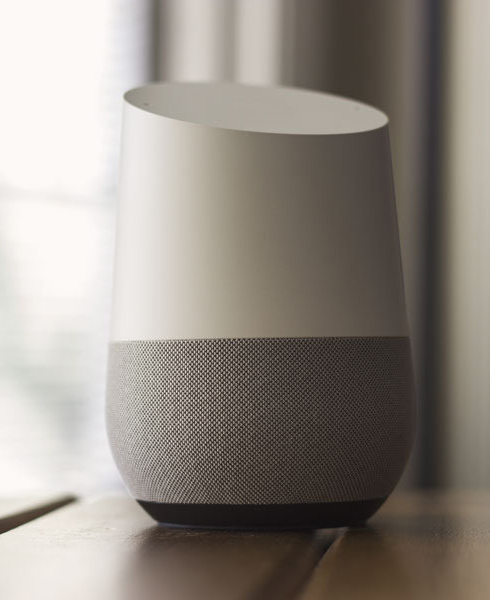
Google Home